# RIAS-Ente
Die RIAS-Ente war ein in der DDR-Propaganda der 1950er Jahre gängiger Begriff gegen den West-Berliner Rundfunk im Amerikanischen Sektor (RIAS). Von der amerikanischen Besatzungsmacht in Berlin betrieben, sendete er ab den späten 1940er Jahren regelmäßig Nachrichten, die ihm von Bürgern der jungen DDR zugespielt wurden. Sie wiesen auf Missstände in der Lebensmittelversorgung im Osten hin, beschrieben die Kennzeichen von Militärfahrzeugen und nannten Namen von Mitarbeitern des Staatssicherheitsdienstes. Ob und wieweit diese Meldungen stimmten, müsste von Fall zu Fall geklärt werden. Die regierende Sozialistische Einheitspartei Deutschlands (SED) sah in diesen Sendungen einen Generalangriff auf den sozialistischen Aufbau und begann etwa ab 1952 damit, über die DDR-Presse jede einzelne Meldung des RIAS als Lüge hinzustellen – als Zeitungsente. Im Jahr 1955 startete die Staatssicherheit die „Aktion Enten“, um gezielt Informanten des RIAS auszumachen und vor Gericht zu bringen. In einem Fall erging ein Todesurteil.

## Entenkarikaturen und „Aktion Enten“
Parallel zu von der Parteileitung angeordneten Karikaturen und Witzen wie zum Beispiel „Es gibt Huhn, wenn du ’ne Ente willst, mußt’n RIAS anstellen.“ suchte die DDR-Justiz nach Wegen, RIAS-Hörer vor Gericht zu bringen. Ein Verbot, „Feindsender“ zu hören, wie in der Zeit des Nationalsozialismus praktiziert, fand sich in den geltenden Gesetzen nicht. Ersatzweise zog sie den Artikel 6 der DDR-Verfassung „Kriegs- und Boykotthetze“ heran. Dabei spielte das bloße Hören des RIAS bei der Argumentation der Staatsanwaltschaft in mehreren Strafprozessen, insbesondere Spionageprozessen eine zentrale Rolle. Im Februar 1955 startete der Staatssekretär für Staatssicherheit Erich Mielke zur Vorbereitung eines Schauprozesses die „Aktion Enten“, „um nicht nur die Agenturen des RIAS zu zerschlagen und sie ihrer gerechten Bestrafung zuzuführen, sondern durch richtige politisch-operative Maßnahmen dem RIAS einen solchen Schlag zuzufügen, der es möglich macht, diesen amerikanischen Sender vor dem gesamten deutschen Volk und der Weltöffentlichkeit als Spionagezentrale des amerikanischen Geheimdienstes zu entlarven.“
Den meisten der 49 Festgenommenen der „Aktion Enten“ wurde nachgewiesen, dem RIAS Informationen aus der DDR übermittelt zu haben, etwa über die Achsenzahl eines Spähwagens. Zu den fünf Angeklagten zählten der 29-jährige Ost-Berliner Dekorateur Joachim Wiebach und der RIAS-Rundfunksprecher Richard Baier. Allerdings sollte es in ihrem Prozess vor dem Obersten Gericht der DDR am 24. Juni 1955 keine Rolle spielen, ob die „Spionage“ nun im RIAS zu wahren oder zu Falschmeldungen, eben „Enten“, geführt hatte. Zur Vorbereitung des Schauprozesses informierte Klaus Sorgenicht, Leiter der Abteilung Staats- und Rechtsfragen im ZK der SED, den Generalsekretär der Partei, Walter Ulbricht, über die von seiner Abteilung vorgesehenen Zuchthausstrafen für jeden Angeklagten. Bei Wiebach ersetzte Ulbricht „lebenslängliches Zuchthaus“ durch die Worte: „Vorschlag: Todesurteil“ und unterschrieb mit „Einverstanden / W. Ulbricht“. Damit standen bereits vor Eröffnung des Prozesses die Urteile fest. Das Todesurteil gegen Wiebach wurde am 13. September 1955 in der Zentralen Hinrichtungsstätte der DDR in Dresden mit dem Fallbeil vollstreckt.